# دیوید چیومینتو
دیوید چیومینتو (انگلیسی: Davide Chiumiento؛ زادهٔ ۲۲ نوامبر ۱۹۸۴) بازیکن فوتبال اهل سوئیس است.
از باشگاه‌هایی که در آن بازی کرده‌است می‌توان به باشگاه فوتبال زوریخ، باشگاه فوتبال ونکوور وایتکپس، باشگاه فوتبال یوونتوس، باشگاه فوتبال لو مان، باشگاه فوتبال روبور سیه‌نا، باشگاه فوتبال لوتسرن، و باشگاه ورزشی یانگ بویز برن اشاره کرد.
وی همچنین در تیم‌های ملی فوتبال زیر ۲۱ سال ایتالیا، زیر ۲۱ سال سوئیس، و سوئیس بازی کرده‌است.